# Hydrelia flavidula
Hydrelia flavidula är en fjärilsart som beskrevs av W. Warren 1907. Hydrelia flavidula ingår i släktet Hydrelia och familjen mätare. Inga underarter finns listade i Catalogue of Life.